# Nico Serrano
Nicolás Serrano Galdeano (Pamplona, 5 maart 2003) is een Spaans voetballer die als aanvaller, op huurbasis van Athletic Bilbao, voor Racing Ferrol speelt.

## Carrièrestatistieken
| Seizoen                        | Club            | Land            | Competitie         | Competitie | Competitie | Beker | Beker | Internationaal | Internationaal | Overig | Overig | Totaal | Totaal |
| Seizoen                        | Club            | Land            | Competitie         | Wed.       | Dlp.       | Wed.  | Dlp.  | Wed.           | Dlp.           | Wed.   | Dlp.   | Wed.   | Dlp.   |
| ------------------------------ | --------------- | --------------- | ------------------ | ---------- | ---------- | ----- | ----- | -------------- | -------------- | ------ | ------ | ------ | ------ |
| 2019/20                        | Bilbao Athletic | Spanje          | Segunda División B | 0          | 0          | –     | –     | –              | –              | 1      | 0      | 1      | 0      |
| 2020/21                        | Bilbao Athletic | Spanje          | Segunda División B | 22         | 3          | –     | –     | –              | –              | 2      | 0      | 24     | 3      |
| 2021/22                        | Athletic Bilbao | Spanje          | Primera División   | 14         | 1          | 2     | 0     | –              | –              | 1      | 0      | 17     | 1      |
| 2021/22                        | Bilbao Athletic | Spanje          | Primera Federación | 16         | 3          | –     | –     | –              | –              | –      | –      | 16     | 3      |
| 2022/23                        | Athletic Bilbao | Spanje          | Primera División   | 0          | 0          | 0     | 0     | –              | –              | 0      | 0      | 0      | 0      |
| 2022/23                        | → CD Mirandés   | Spanje          | Segunda División A | 16         | 0          | 0     | 0     | –              | –              | 0      | 0      | '16    | 0      |
| 2023/24                        | Athletic Bilbao | Spanje          | Primera División   | 0          | 0          | 0     | 0     | –              | –              | 0      | 0      | 0      | 0      |
| 2023/24                        | → PEC Zwolle    | Nederland       | Eredivisie         | 10         | 0          | 1     | 0     | –              | –              | 0      | 0      | 11     | 0      |
| 2023/24                        | → Racing Ferrol | Spanje          | Segunda División A | 0          | 0          | 0     | 0     | –              | –              | 0      | 0      | 0      | 0      |
| Carrière totaal                | Carrière totaal | Carrière totaal | Carrière totaal    | 78         | 7          | 3     | 0     | 0              | 0              | 4      | 0      | 85     | 7      |
| Bijgewerkt tot 15 januari 2024 |                 |                 |                    |            |            |       |       |                |                |        |        |        |        |